# 에밀 가보리오

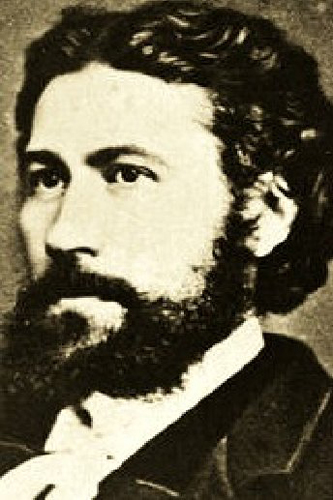

에밀 가보리오(Émile Gaboriau, 1832년 11월 9일 - 1873년 9월 28일)는 19세기 프랑스의 소설가이다. 주요 작품으로는 《르루주 사건》,《오르시발의 범죄》,《서류 113호》,《르콕 탐정》 등이 있다.